# بیلی گانسالوز

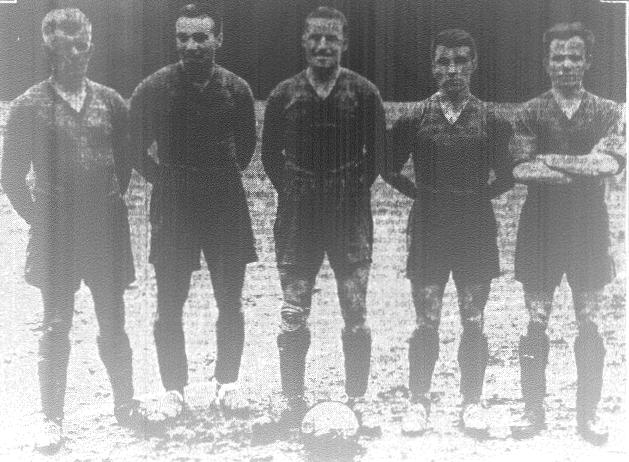
عکسی قدیمی بیلی گانسالوز یازیکن آمریکایی همراه با داوران مسابقه و بازیکن حریف

بیلی گانسالوز (انگلیسی: Billy Gonsalves؛ ۱۰ اوت ۱۹۰۸ – ۱۷ ژوئیهٔ ۱۹۷۷) یک بازیکن فوتبال اهل ایالات متحده آمریکا بود.
وی همچنین در تیم ملی فوتبال ایالات متحده آمریکا بازی کرده‌است.